# Bandera de Puerto Rico
La bandera de Puerto Rico consisteix en cinc franges horitzontals, tres vermelles i dues blanques alternades i superposat sobre les franges un triangle equilàter blau, un dels costats forma l'extrem de la bandera vora el pal. El color del triangle és blau. Sobre el triangle va superposada un estel blanc de cinc puntes, col·locat de tal manera que una de les seves puntes assenyala cap amunt.

## Història
La bandera es va dissenyar durant l'última dècada del segle xix com insígnia dels separatistes porto-riquenys residents a la ciutat de Nova York. La identitat de l'autor del disseny ha estat motiu d'un acalorat debat, esmentant entre els seus possibles autors als patriotes porto-riquenys José de la Matta Terreforte, Antonio Vélez Alvarado, Manuel Besosa i el poeta Guerriller Francisco Gonzalo (Pachín) Marín. No obstant això, una carta del 20 de maig de 1923, escrita per Terreforte estableix que va ser Pachín Marín qui li va proposar a Terreforte en una carta des de Jamaica, el disseny de la bandera i que aquest últim va transmetre aquesta proposició al "Chimney Hall", on va adoptar.
La bandera simbolitza la germanor a la lluita revolucionària entre el poble cubà i el porto-riqueny, a causa del fet que, el grup de separatistes porto-riquenys que van adoptar el disseny de la bandera com a emblema del seu grup, la Secció de Puerto Rico, estava associada als separatistes cubans que lluitaven amb els mateixos ideals sota el Partit Revolucionari Cubà.
Durant els anys del 1898 al 1952 era un delicte hissar la bandera de Puerto Rico. El Partit Nacionalista la va acollir com el seu emblema en les eleccions de 1932. Blanca Canales va proclamar la República de Puerto Rico en el Crit de Jayuya el 1950 utilitzant aquesta bandera i Lolita Lebrón la va desplegar durant l'atac al Congrés el 1954. En els anys 1916, 1922, 1927 i 1932 les cambres legislatives van tractar d'oficialitzar la bandera sense èxit.
La bandera va ser adoptada oficialment per l'Estat Lliure Associat el 1952. Segons el govern, l'estrella és símbol de l'Estat Lliure Associat i reposa sobre un triangle blau que en els seus tres angles evoca la integritat de la forma republicana de govern representada per tres poders: el legislatiu, l'executiu i el judicial. Les tres franges vermelles simbolitzen la sang vital que nodreix a aquests tres poders de Govern, els quals exerceixen funcions independents i separades. La llibertat de l'individu i els drets de l'home mantenint en equilibri als poders i la seva missió essencial la representen dues franges blanques.

## Versions
La bandera del Grito de Lares va ser dissenyada per Ramón Emeterio Betances. La bandera és similar a la bandera de la República Dominicana, ja que la Gesta Restauradora, que el 1865 va acabar definitivament amb el domini colonial espanyol a Santo Domingo, va ser un dels motivadors dels patriotes borinqueños. La bandera teixida per Mariana Bracetti, coneguda com a "Braç d'Or" va ser desplegada a l'altar major de l'església com a senyal que la revolució havia començat. La bandera va ser adoptada el 1952 com el símbol oficial del municipi de Lares. La bandera original es conserva al Museu de la Universitat de Puerto Rico.

## Proporcions
La relació entre l'altura i la base del rectangle és la següent: El costat del triangle equilàter és equivalent a l'altura del rectangle{\displaystyle 2/3}. L'estrella s'inscriu en un cercle de radi igual a l'alçada{\displaystyle 1/6} i el centre coincideix amb el centroide del triangle. Les files horitzontals de l'altura de distància{\displaystyle 1/5} l'un de l'altre.

## Els estàndards d'exposició
- La bandera de Puerto Rico sempre ha d'estar exposada a la dreta de la bandera dels Estats Units quan està hissada.
- La bandera de Puerto Rico no pot ser utilitzada per cobrir les estàtues i monuments, per a usos comercials, com ara roba o com un emblema dels partits polítics. A més, no es pot fer volar al sostre i les finestres dels vehicles.
- La bandera de Puerto Rico no ha de tocar mai a terra.